# النفي من الفردوس
النفي من الفردوس (باليابانية: 楽園追放، بالروماجي: Rakuen Tsuihō) هو فيلم أنمي من إخراج سيجي ميزوشيما ومن تأليف غين أوروبوتشي، ومن إنتاج استوديو توي أنيميشن واستوديو غرافينيكا. عرض الفيلم في اليابان في 15 نوفمبر عام 2014.

## القصة
تدور أحداث القصة عن أنجيلا بلزاك هي عميلة في محطة الفضاء ديفا، التي ليس لسكانها أجساد مادية، بل تم تحويل عقولهم إلى بيئة الواقع الافتراضي ومعالجتها. بعد الفشلها في تعقب المتسلل المعروف باسم "فرونتير سيتر"، الذي تسلل إلى أنظمة ديفا عشرات المرات لجمع حلفاء لقضيته دون نجاح، تم تكليفها بالبحث عنه على الأرض، التي أصبحت الآن كوكبًا قاحلًا حيث يعيش فيا أقل من 2% من البشر.

## الأداء الصوتي
| الشخصية                | الأداء الصوتي     |
| ---------------------- | ----------------- |
| أنجيلا بلزاك           | ريي كوغيميا       |
| دينغو (كاريك كاجيوارا) | شينيتشيرو ميكي    |
| فرونتير سيتر           | هيروشي كاميا      |
| كريستين غيلوم          | ميغومي هاياشيبارا |
| فيرونيكا كوليكوفا      | مينامي تاكاياما   |
| هيلدا ثوروالد          | كوتونو ميتسويشي   |
| المسؤول الأعلى أي      | مينورو إينابا     |
| المسؤول الأعلى بي      | هيساو إغاوا       |
| المسؤول الأعلى سي      | نوريكو ايمورا     |
| إيساك                  | كينتا مياكي       |
| لازلو                  | دايتشي إيندو      |
| أرهان                  | تشيكا أنزاي       |
| ألونزو بيرسي           | تورو فورويا       |

## وصلات خارجية
- الموقع الرسمي
- الموقع الرسمي باللغة اليابانية
- النفي من الفردوس على موقع IMDb (الإنجليزية)
- النفي من الفردوس على موقع روتن توميتوز (الإنجليزية)
- النفي من الفردوس على موقع نتفليكس (الإنجليزية)
- النفي من الفردوس على موقع أول موفي (الإنجليزية)
- النفي من الفردوس على موقع بوكس أوفيس موجو (الإنجليزية)
- النفي من الفردوس على موقع فيلمافينيتي (الإسبانية)
- النفي من الفردوس على موقع قاعدة بيانات الفيلم (الإنجليزية)
- النفي من الفردوس على موقع ليتربوكسد (الإنجليزية)
- النفي من الفردوس على موقع كينوبويسك (الروسية)
- النفي من الفردوس على موقع ANN anime (الإنجليزية)